# Лендер, Фредерик
Фредерик Уильям Лендер (Frederick William Lander ) (17 декабря 1821 – 2 марта 1862) - американский исследователь, поэт и генерал федеральной армии в годы гражданской войны в США.

## Ранние годы
Лендер родился в массачусетском Салеме в семье Эдварда Лендера и Элизы Вест (1790–1849). Его сестра Луиза Лендер впоследствии стала скульптором. Он обучался в Говернор-Даммер-Академи, в академии Филлипса, Норвичской военной академии в Вермонте, после чего стал гражданским инженером. Правительство США наняло его для исследования земель для постройки Тихоокеанской железной дороги. Впоследствии он за свой счёт провёл аналогичное исследование, будучи единственным участником разведывательной группы. Несмотря на технические сложности и проблемы с индейцами ему удалось проложить дорогу, которая была завершена в 1859 году, которая стала весьма популярна, и известна как Дорога Лендера (Lander Road). Она вела из Бернт-Ранч в Вайоминге до Фотр-Холл на Орегонской территории.
12 октября 1860 года Лендер женился в Калифорнии на известной британской актрисе Джейн Дивенпорт.

## Гражданская война

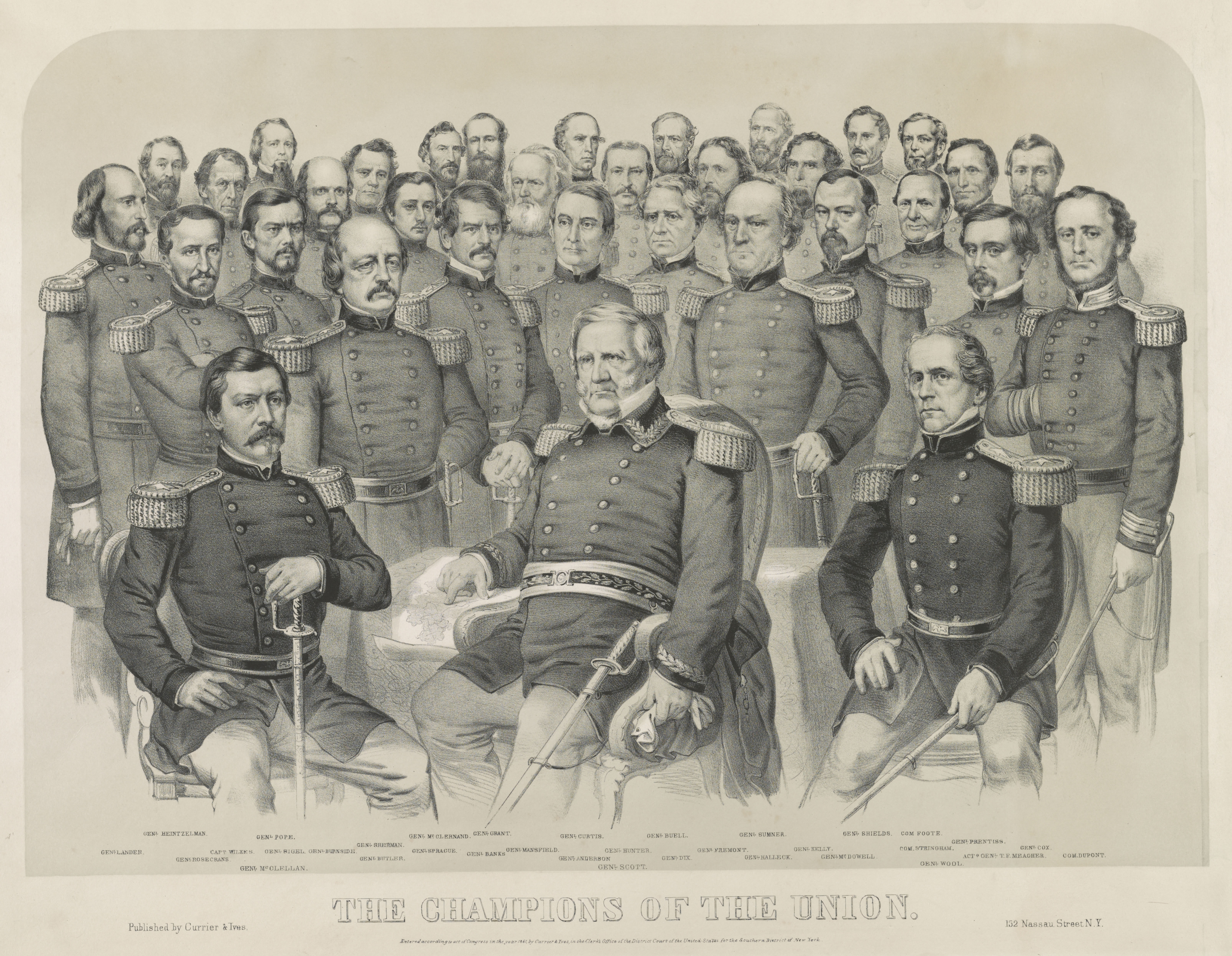
Лендер (крайний слева) среди знаменитых генералов 1861 года

Когда началась Гражданская война, Лендер по поручению администрации президента отправился в Техас на переговоры с Сэмом Хьюстоном.
Впоследствии он попал в штаб генерала Джорджа Макклеллана, где служил добровольцем-адъютантом и выполнял секретные миссии. 17 мая 1861 года ему было присвоено звание бригадного генерала. Он попал в штаб генерала Томаса Морриса и служил там во время сражений при Филиппи и Чит-Маунтин. Он написал несколько патриотических поэм, из которых известность получила его поэма про сражение при Бэллс-Блафф.
После завершения Западновирджинской кампании он получил бригаду в дивизии Чарльза Стоуна. Она состояла из трёх пехотных полков:
- 19-й Массачусетский пехотный полк, полковник Эдвард Хинкс
- 20-й Массачусетский пехотный полк, полковник Уильям Ли
- 7-й Мичиганский пехотный полк, полковник Ира Гровенор

Лендер хотел как можно быстрее приступить к активным боевым действиям. В начале октября он отправился в Вашингтон, перехватил Линкольна и военного секретаря Сьюарда на выходе из Белого Дома, и пообещал им набрать отряд лояльных вирджинцев, атаковать противника и смыть позор Булл-Рана. Линкольн сказал Сьюарду: «Если он действительно хочет задание такого рода, я могу его дать. Пусть соберет свой отряд, пройдёт за Манассас и повредит их железную дорогу». Но Уинфилд Скотт, на которого Лендер произвёл хорошее впечатление, воспринял его серьёзнее, и 13 октября предложил ему возглавить новый департамент. 

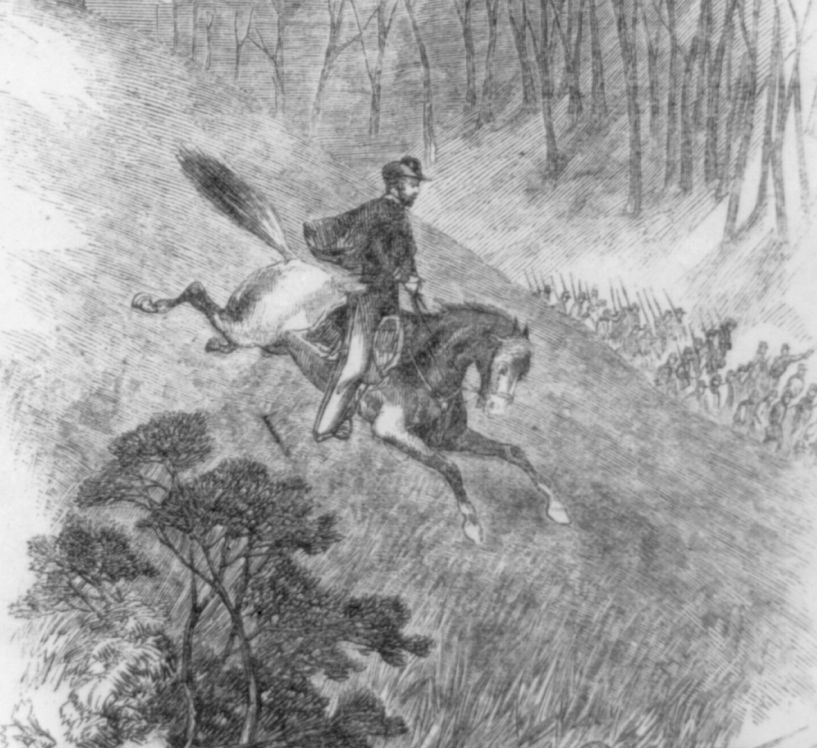
Полковник Лендер в сражении при Филиппи

В итоге, возглавляя бригаду всего 20 дней (с 3 по 22 октября 1861 года) он был назначен командиром дистрикта Харперс-Ферри и Камберленда (сдав бригаду Наполеону Дэйна). В его ведении был участок железной дороги длиной 120 миль, который он должен был охранять. Лендер получил назначение 22 октября, но 21 октября произошло неудачное для Севера сражение при Бэллс-Блафф, и генерал Макклеллан приказал Лендеру вернуться к командованию бригадой. 22 генерал Скотт временно передал дистрикт Харперс-Ферри и Камберленд генералу Келли.
Лендер прибыл в расположение бригады и в те же дни принял участие в небольшой перестрелке у переправы Эдвардс-Ферри, и был тяжело ранен в ногу. Его отправили домой лечится. В это время главнокомандующим армии стал Джордж Макклеллан, который не хотел лишней активности на Потомаке, поэтому на всякий случай заморозил назначение Лендера главой дистрикта, а затем ликвидировал и сам дистрикт.
Находясь в Вашингтоне, Лендер давал показания Комитету по ведению войны, в ходе которых настаивал на том, что необходимо как можно быстрее начать наступление в долине Шенандоа. В итоге в конце декабря ему было приказано отправиться в Ромни и принять командование войсками. Он стал командиром дивизии Потомакской армии (бригады Кимбалла, Салливана и Тайлера). Эти бригады были переданы ему из армии генерала Роузкрана.
4 января Лендер прибыл в Хэнкок. В это время Томас Джексон уже начал экспедицию в Ромни, занял город Бат и вышел к Хэнкоку. Лендер решил атаковать Джексона и запросил помощи у Бэнкса. Утром 5 января Джексон прислал Тёрнера Эшби с предложением сдать Хэнкок, угрожая в противном случае начать артиллерийский обстрел города. Лендер ответил: «пусть обстреливает и будь он проклят», но потом сказал, что Джексон обратился к нему в вежливой форме и это требует соответствующего ответа. Поэтому официально он ответил: «Я отказываюсь принять ваше предложение. Если вы считаете допустимым рушить имущество и жизни мирных граждан, ... с чем я не согласен, то вы можете сделать это под свою ответственность».
Джексон некоторое время обстреливал Хэнкок, после чего отступил. Лендер надеялся начать преследование, но не получил на это разрешения. Джексон отправился к городу Ромни, захватил его, а затем вернулся в Винчестер, оставив в Ромни дивизию Лоринга. Лендер надеялся захватить инициативу: он хотел отбить Ромни, соединиться с отрядом Бэнкса и атаковать Джексона; для этой цели в его распоряжении было 9330 человек. Но Макклеллан не дал своего согласия. Тогда Лендер предложил атаковать Шефердстаун, но дожди помешали этим планам. Тогда Лендер нашёл способ выйти к Ромни с востока и атаковать Лоринга. На этот раз Макклеллан дал согласие. 3 февраля Лендер начал наступление - в тот самый день, когда войска Лоринга начали покидать Ромни. В полдень Лендер вывел свой отряд из лагеря Кэмп-Келли, но. пройдя всего с четверть мили, марш остановился. Лендера сломил сильнейший приступ боли, и он не смог командовать наступлением. Историк Питер Коззенс писал, что этот внезапный приступ спас Лоринга от неминуемого разгрома. 
Здоровье Лендера постоянно ухудшалось из-за плохого ухода за раненой ногой, и Лендер понимал, что умирает. Он старался успеть как можно больше: он распорядился, что б бригада Кимбэлла заняла Ромни 6 февраля, потом перевёл её в Пау-Пау. 13 февраля Лендер лично повёл бригаду Кимбэлла к ущелью Блумери-Гэп, где располагался небольшой отряд южан. 14 февраля ему удалось разбить отряд вирджинских ополченцев, взяв в плен 65 человек, из которых 17 были офицерами. В ходе боя Лендер был так нетерпелив и так раздражён медлительностью пехоты, что некоторые подумали, что он нетрезв. Вечером Лендер отправил рапорт Макклеллану, одновременно запросив отставки по состоянию здоровья. Но Макклеллан не принял отставки, посоветовав Лендеру отдохнуть в Камберленде.

## Смерть и наследие

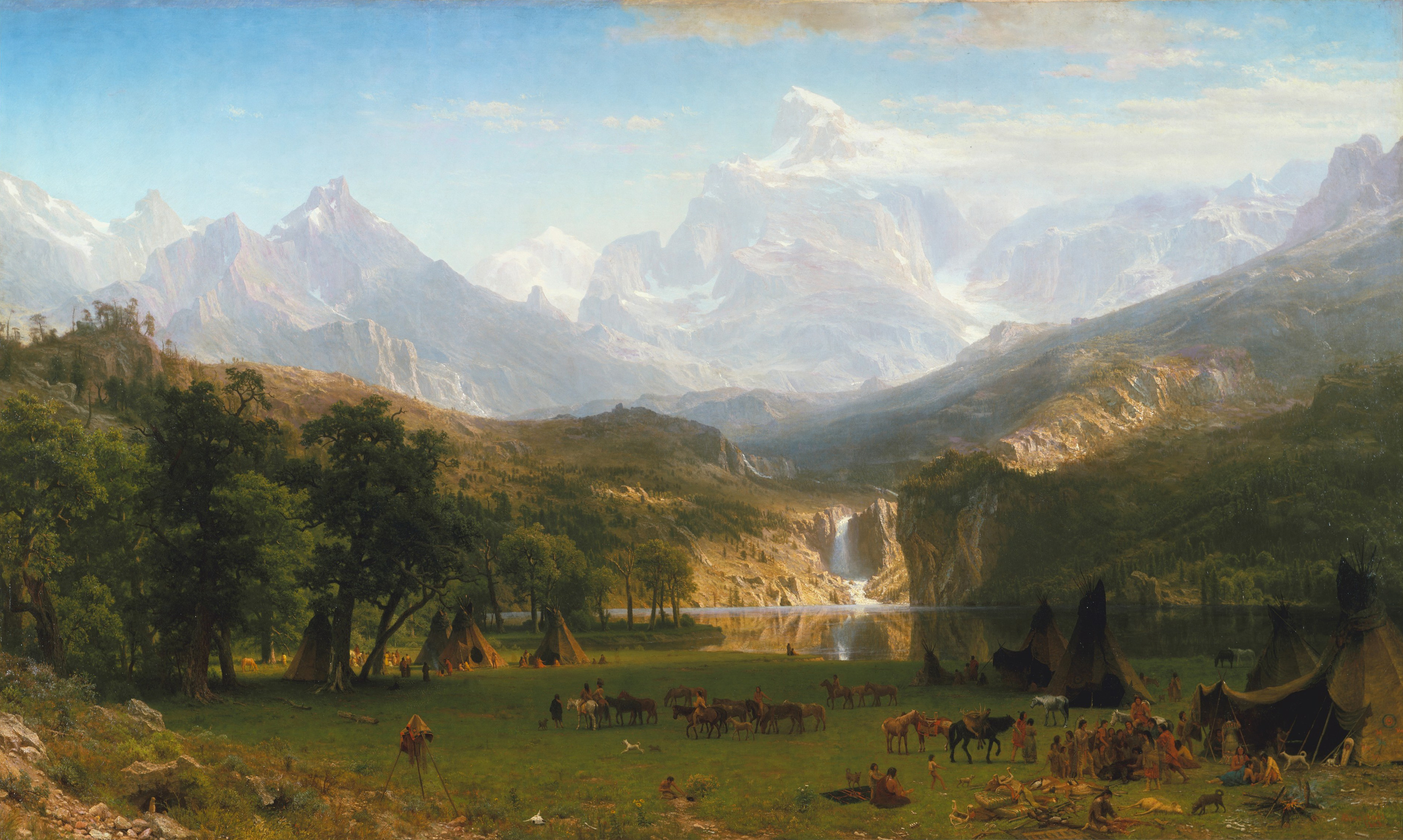
The Rocky Mountains, Lander's Peak (1863)

В первых числах марта 1862 года федеральная армия начала наступление в долине Шенандоа. Дивизия Лендера должна была присоединиться к наступлению, но 1 марта в 17:00 здоровье Лендера резко ухудшилось. Его уложили в постель и дали дозу морфия. Лендер пробыл в постели 20 часов, после чего впал в кому и умер в 17:00 3 марта. Натан Кимбэлл временно принял командование его дивизией. За две недели Лендер подавал прошение об отставке по состоянию здоровья, но так и не получил ответа. На его заупокойной службе в храме Богоявления в Вашингтоне присутствовал лично Авраам Линкольн. 
Дивизию Лендера возглавил Джеймс Шилдс и 3 марта она стала 2-й дивизией Пятого корпуса Потомакской армии.
В 1859 году художник Альберт Биерштадт сопровождал Лендера в поездках по Западу; по своим наброскам тех лет он в 1863 году нарисовал картину, изображающую гору в Вайоминге. В память Лендера он назвал гору пик Лендера, а картину назвал "The Rocky Mountains, Lander's Peak". В настоящее время она выставлена в Метрополитен-музее в Нью-Йорке.
В память Лендера назван округ Лендер в Неваде.